# Um El Faroud
Um El Faroud - były libijski tankowiec. Miał 115 metrów długości i wyporność 10 000 ton. W 1995 roku w trakcie prac remontowych w stoczni na Malcie został uszkodzony w wyniku wybuchu gazu. W 1998 roku został zatopiony na Morzu Śródziemnym u wybrzeży Malty jako sztuczna rafa. Statek jest obecnie jedną z atrakcji nurkowych na Malcie.

## Historia

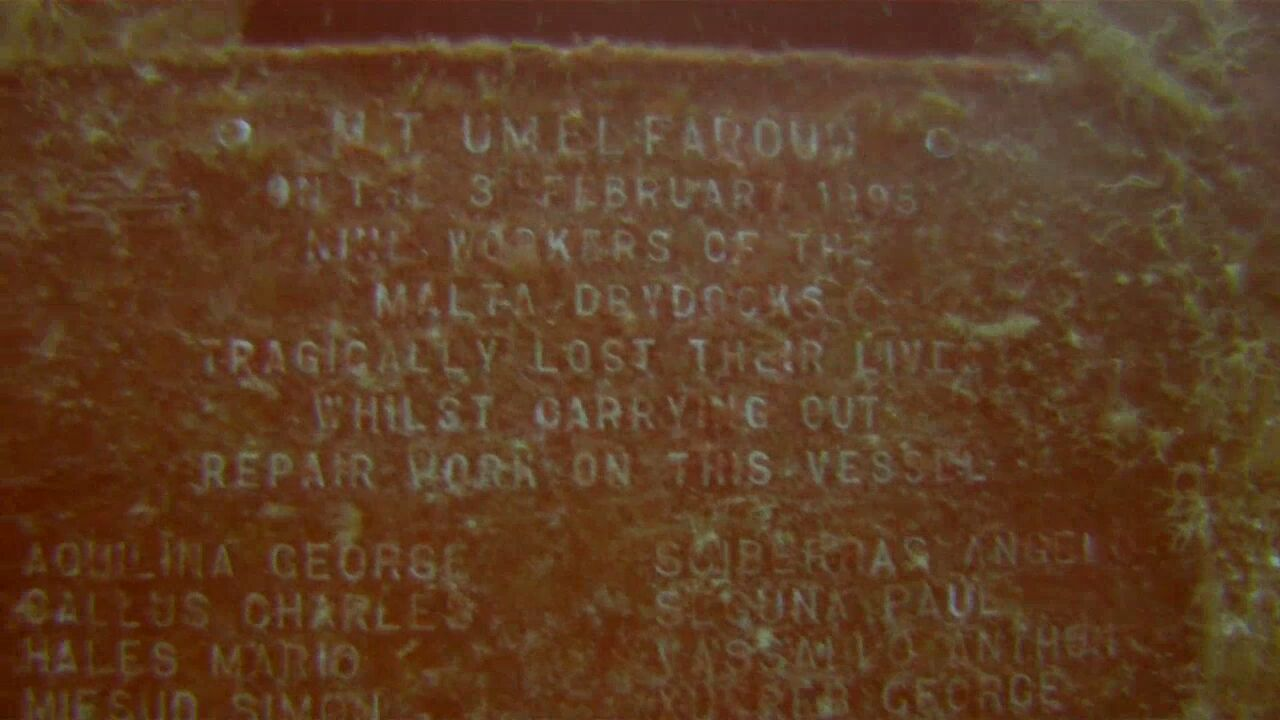
Tablica na wraku upamiętniająca wypadek w stoczni

Statek został zbudowany w 1969 roku przez Smith’s Dock Company w Middlesbroughu dla General National Maritime Transport Company w Trypolisie. Do 1 lutego 1995 roku kursował pomiędzy Włochami i Libią przewożąc paliwo. 3 lutego 1995 roku podczas prac remontowych w Doku nr 3 w stoczni w Wielkim Porcie na Malcie na statku doszło do eksplozji. W jej wyniku zginęło dziewięciu robotników, a statek doznał na tyle znacznych uszkodzeń, że nie zdecydowano się na jego naprawę. 
Przez kolejne trzy lata Um El Faroud znajdował się w doku w maltańskiej stoczni, aż do 1998 roku gdy podjęto decyzje o zatopieniu statku w pobliżu wyspy. Komitet nurkowania jako miejsce spoczynku okrętu wybrał płaskie piaszczyste dno na głębokości 33 metrów, 150 metrów od brzegu Wied iż-Żurrieq. W czasie sztormu zimą 2005-2006 kadłub statku przełamał się na dwie części.